# Fernando Giner
Fernando Giner Gil (* 31. Dezember 1964 in Alboraya) ist ein ehemaliger spanischer Fußballspieler.

## Karriere

### Vereine
Giner unterschrieb 1982 seinen ersten Profivertrag beim FC Valencia. Nach dem Abstieg in der Saison 1985/86 rückte er in die Stammformation auf und trug zum direkten Wiederaufstieg bei. In den folgenden Jahren entwickelte er sich auch in der Primera División zu einem zuverlässigen Abwehrspieler. Bis zu seinem etwas überraschenden Wechsel im Jahr 1995 bestritt er für den FC Valencia 257 Erstligaspiele und schoss 14 Tore.
Von 1995 bis 1997 schnürte Giner seine Fußballschuhe für Sporting Gijón. Anschließend wechselte er in die Segunda División zu Hércules Alicante, ehe er in der Segunda División B für UD Levante spielte. Mit Levante gelang ihm ein weiterer Aufstieg. Nach der Saison 1999/2000 beendete er seine Karriere.

### Nationalmannschaft
Giner bestritt elf Länderspiele für die spanische Nationalmannschaft. Sein Debüt erfolgte am 17. April 1991 im Rahmen einer 0:2-Niederlage gegen Rumänien.

## Erfolge
- Aufstieg in die Primera División: 1987
- Aufstieg in die Segunda División: 1999